# مركز التصويت
مركز التصويت، الذي يُعرف في بعض الأحيان باسم الدائرة الانتخابية العظمى، هو مكان اقتراع يضم العديد من الدوائر الانتخابية للسماح للناخبين باختيار الموقع الذي سيدلون فيه بأصواتهم. ويمكن استخدام مراكز الناخبين للسماح للناخبين بالاختيار من أي مكان اقتراع ضمن دائرة الاختصاص الأوسع نطاقًا، والتي غالبًا ما تكون مقاطعة. وقد استخدمت مراكز التصويت لأول مرة في الولايات المتحدة في مقاطعة اريمير، كولورادو، الولايات المتحدة الأمريكية.
ويمكن لمراكز التصويت تقليل عدد الدوائر الانتخابية المطلوب لكل عملية انتخابية، الأمر الذي سيقلل التكاليف من الناحية النظرية.